# Heinrich Held (Politiker)

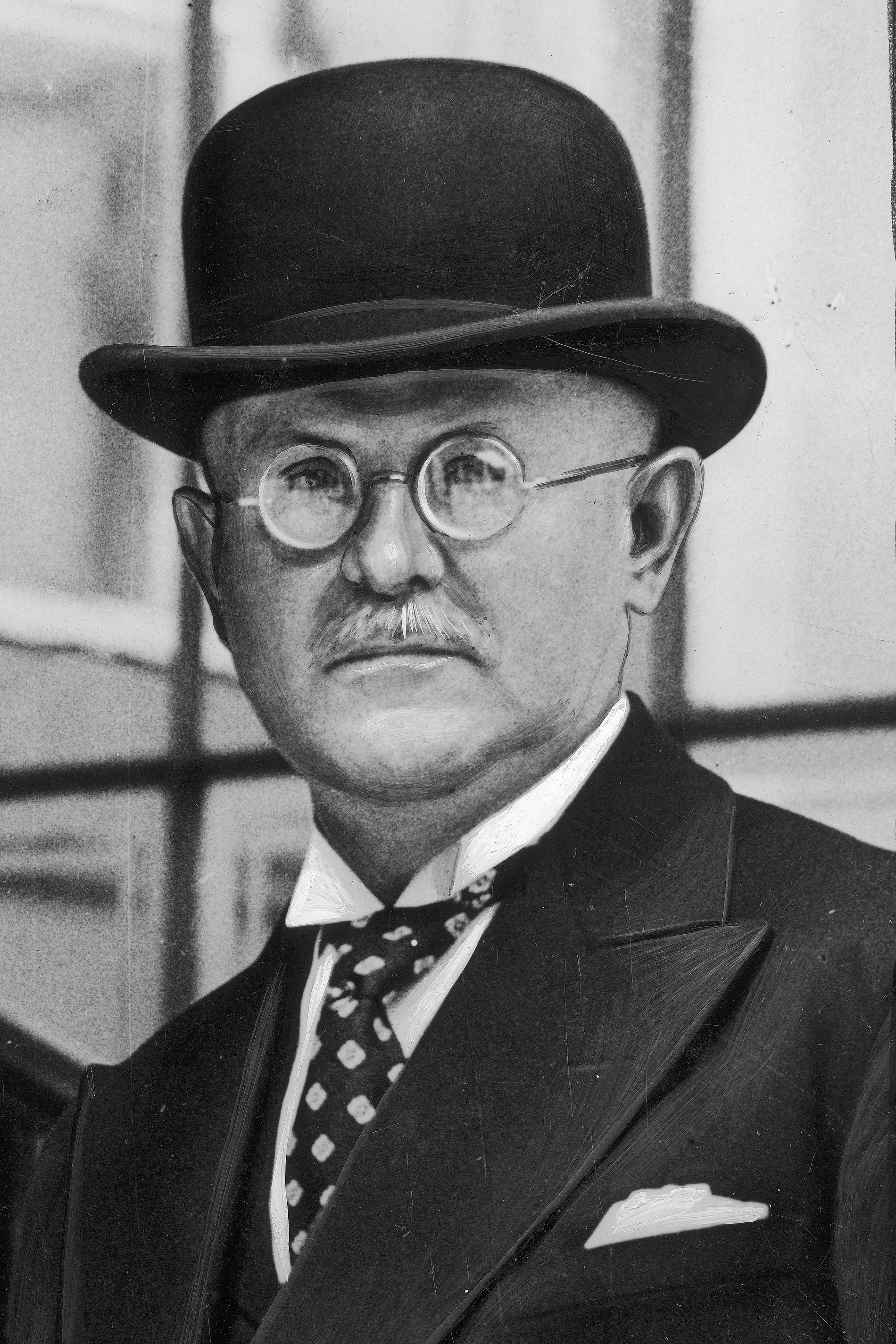
Heinrich Held, ca. 1933

Heinrich Held (* 6. Juni 1868 in Erbach im Taunus; † 4. August 1938 in Regensburg) war ein deutscher Journalist und Politiker der Bayerischen Volkspartei (BVP). Von 1924 bis zu seiner Absetzung 1933 war er Bayerischer Ministerpräsident.

## Leben

### Frühe Jahre

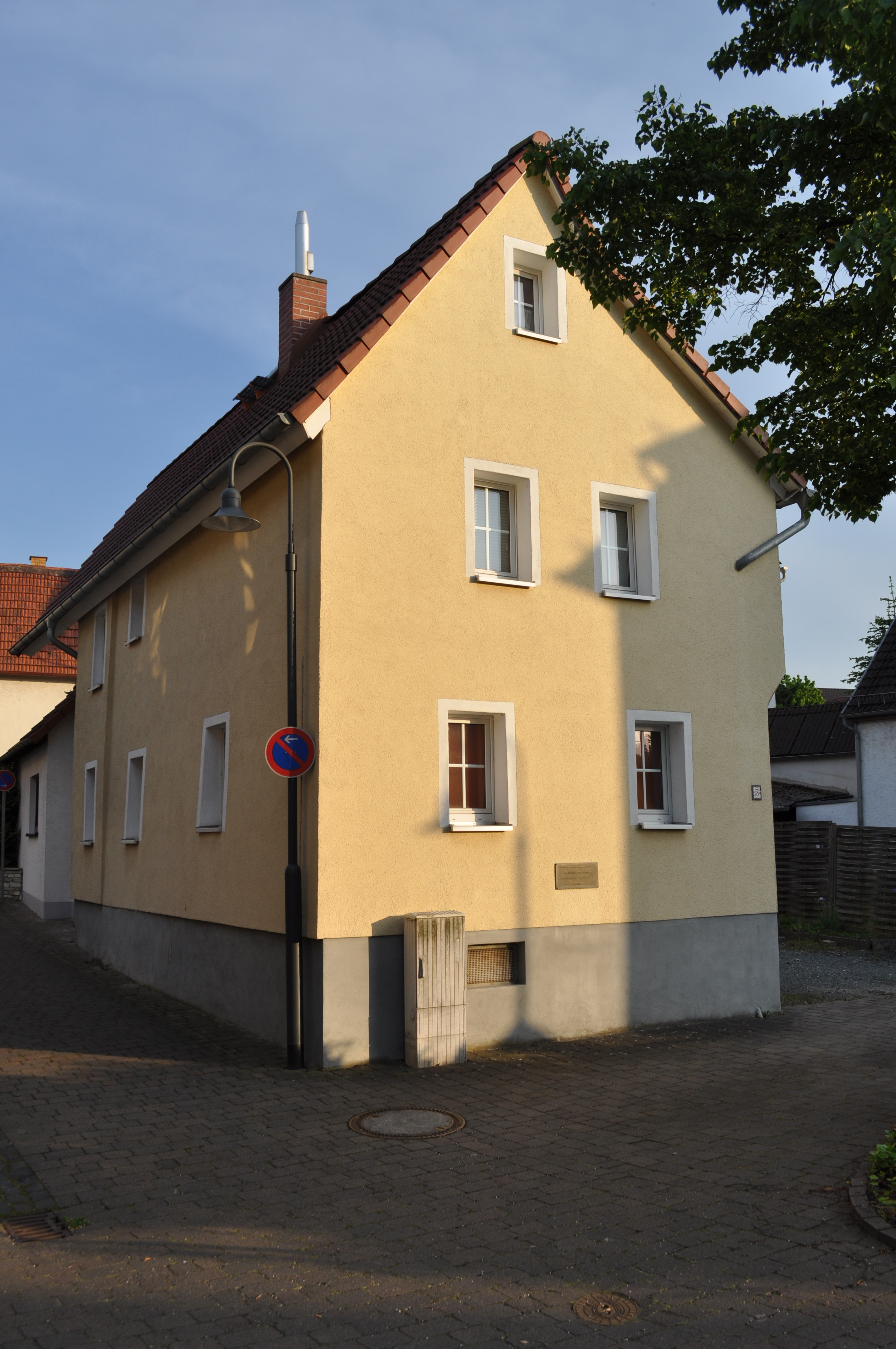
Das Geburtshaus von Heinrich Held in Erbach

Heinrich Held wuchs als Sohn des Musikers, Landwirts und Kaufmanns Johannes Held und seiner Frau Susanne in Erbach auf. An seinem Geburtshaus erinnert eine Gedenktafel an ihn. 
Von 1892 bis 1896 studierte er Rechts- und Staatswissenschaften sowie Geschichte in Straßburg, Marburg und Heidelberg. In Straßburg wurde er Mitglied der katholischen Studentenverbindung Frankonia im KV, für den er sich auch später engagierte und dem er zeitlebens eng verbunden blieb. Nach dem juristischen Staatsexamen in Straßburg arbeitete Held als Journalist in Straßburg und Heidelberg, um schließlich 1899 in Regensburg Chefredakteur des Regensburger Morgenblattes zu werden.
1901 heiratete Held Marie Habbel, Tochter von Josef Habbel, dem Eigentümer des Morgenblattes und der anderen großen Regensburger Zeitung, dem Regensburger Anzeiger. 1906 wurde Held Herausgeber und Mitinhaber des Regensburger Anzeigers, der ältesten Regensburger Zeitung, die er zur bedeutendsten katholisch-konservativen Tageszeitung in Bayern machte.
Über ein Regensburger Kommunalmandat gelangte Held 1907 als Abgeordneter der Zentrumspartei in den bayerischen Landtag. Noch im selben Jahr forderte er ein neues Kommunalwahlrecht für bayerische Großstädte, was er mit Unterstützung der Sozialdemokraten 1908 auch durchsetzen konnte.
In einer Rede im Verlauf einer Debatte über die Ursachen der hohen Säuglingssterblichkeit in Bayern verstand er es, die in Regensburg erprobten und besonders für untere Schichten der Bevölkerung erfolgreich ergriffenen vielfältigen Maßnahmen zur Senkung der Kinder-Sterblichkeit (Mütterberatung, Säuglingsheime für ledige Mütter und städtische Kontrolle der Milchqualität) als vorbildhaft für Bayern zu schildern. 1914 wurde er Fraktionsvorsitzender und kurze Zeit später auch Landesvorsitzender der bayerischen Zentrumspartei.
Held gehörte nach dem Ersten Weltkrieg seit 1918 der von ihm mitgegründeten BVP an, die im Januar 1920 ihre Fraktionsgemeinschaft mit der Zentrumspartei im Reichstag auflöste. Seit 1919 war er Mitglied des Landtags und vom selben Jahr an bis 1925 auch Fraktionsvorsitzender der BVP. 1921 war er Präsident des Katholikentages in Frankfurt am Main.
Nach dem Rücktritt von Ministerpräsident Eugen Ritter von Knilling (BVP) wurde Held mit den Stimmen von BVP, Deutschnationaler Volkspartei (DNVP), Deutscher Volkspartei (DVP) und des Bauernbunds am 28. Juni 1924 zum Ministerpräsidenten und Außenminister von Bayern gewählt. Dieses Amt hatte er ununterbrochen inne, bis ihn die Nationalsozialisten 1933 widerrechtlich absetzten.

### Ministerpräsident

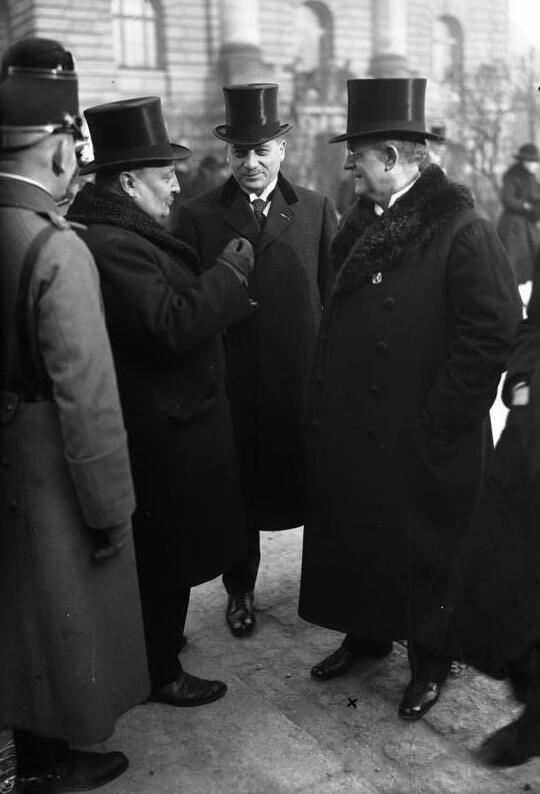
Heinrich Held (rechts, 1925)

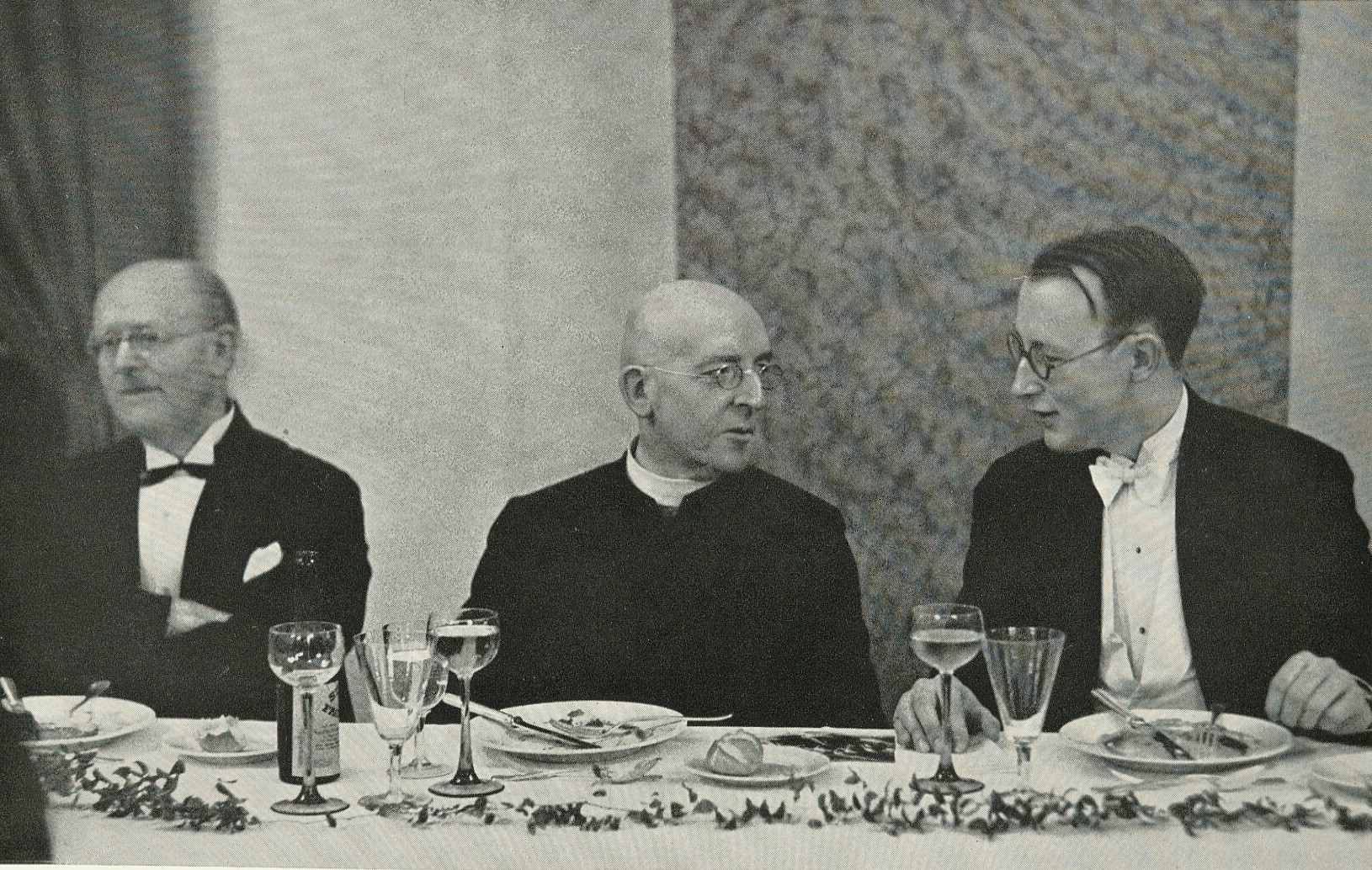
Heinrich Held, Ignaz Seipel und Freiherr von Stengel in München (Fotograf: Erich Salomon, vor 1931)

Während der Zeit von Held als Ministerpräsident von Bayern (1924–1933) bekam der Regensburger Anzeiger den Rang eines offiziösen Regierungsblattes und führte einen scharfen Kampf gegen die nationalsozialistische Tageszeitung Bayerische Ostwacht. Nach der Machtübernahme der Nationalsozialisten wurde der Regensburger Anzeiger mit Erscheinungsverboten schnell in den wirtschaftlichen Ruin getrieben.
Held kandidierte bei der Reichspräsidentenwahl 1925 im ersten Wahlgang, erhielt jedoch nur 3,7 Prozent der Stimmen. Nach seinem Scheitern unterstützte er mit Paul von Hindenburg den Vertreter der nationalkonservativen Rechten gegen den Zentrumsabgeordneten Wilhelm Marx.
1924 schloss der Freistaat Bayern ein Konkordat mit dem Heiligen Stuhl. 1925 folgte ein Staatsvertrag mit der evangelischen Landeskirche. Held setzte sich in Regierungsdenkschriften zur Reichs- und Verfassungsreform 1924, 1926 und 1928 sowie bei der Länderkonferenz zu Berlin für eine verfassungsrechtliche Stärkung der Länder ein, konnte sich damit aber nicht durchsetzen.
Anfang 1925 prangerte Held in einer Protestrede die vom italienischen Faschismus in Südtirol betriebene Unterdrückung und Italianisierung der deutschsprachigen Bevölkerung scharf an. Benito Mussolini reagierte darauf mit dem Beschluss zur Errichtung eines Siegesdenkmals in Bozen.
Am 4. Januar 1925 empfing Held den nach dem Hitlerputsch aus seiner Festungshaft entlassenen Adolf Hitler, der ihm versicherte, seine Ziele künftig nur noch auf legalem Wege zu verfolgen. Held hob daraufhin das Verbot der NSDAP und des Völkischen Beobachters auf. Er grenzte sich aber deutlich von den Nationalsozialisten ab und erließ 1930 das erste Uniformverbot für die NSDAP. Held vertrat einen entschiedenen Föderalismus; diese Einstellung verschärfte sich noch während der Ära Heinrich Brünings und der Absetzung des preußischen Ministerpräsidenten Otto Braun durch Reichskanzler Franz von Papen.
Unter Helds Regierung wurden im Rahmen der geplanten Vereinfachung der Staatsverwaltung auch die Neuordnung der Staatsministerien diskutiert, die mit der Revolution geschaffenen Ministerien Soziale Fürsorge, Landwirtschaft sowie Handel, Industrie und Gewerbe wurden jedoch nicht vereinigt. Als Symbol für die Eigenstaatlichkeit Bayerns stand das Außenressort aber unter dem besonderen Schutz der konservativen BVP, insbesondere des Amtsinhabers Ministerpräsident Heinrich Held selbst. Auch auf mittlerer und unterer Instanzenebene wurden jedoch Behörden und Gerichte – bis 1933 waren es beinahe 100 – aus Gründen der Sparsamkeit aufgehoben und zusammengelegt. Die Reform der unteren staatlichen Verwaltungsebene blieb jedoch nach der Aufhebung von sechs Bezirksämtern in den Jahren 1929/31 stecken. Im Bereich der Justizverwaltung wurden von 1925 bis 1933 31 Amtsgerichte, drei Landgerichte und das Oberlandesgericht Augsburg aufgelöst. Es folgte eine Dezentralisierung von Kompetenzen durch Verlagerung von den Ministerien auf Mittelbehörden und von diesen auf die Außenbehörden.
1930 zog die französische Besatzungsmacht aus der bayerischen Rheinpfalz ab, auch aus den einst bayerischen Teilen des Saargebiets, die nicht wieder unter bayerische Verwaltung kamen.
Nach einer Abstimmungsniederlage im Landtag 1930 blieb Held geschäftsführend im Amt. Im Winter 1932/33 nahm Held mit Kronprinz Rupprecht von Bayern Kontakt auf, um ihn im Falle einer nationalsozialistischen Machtübernahme nach Artikel 64 der Bayerischen Verfassung zum Generalstaatskommissar zu ernennen. Nach der Machtübernahme der Nationalsozialisten 1933 zögerte Held jedoch, als Schutz gegen die Gleichschaltung den Kronprinzen zum Generalstaatskommissar zu berufen oder das Königtum in Bayern zu restaurieren.

### Absetzung und Ruhestand

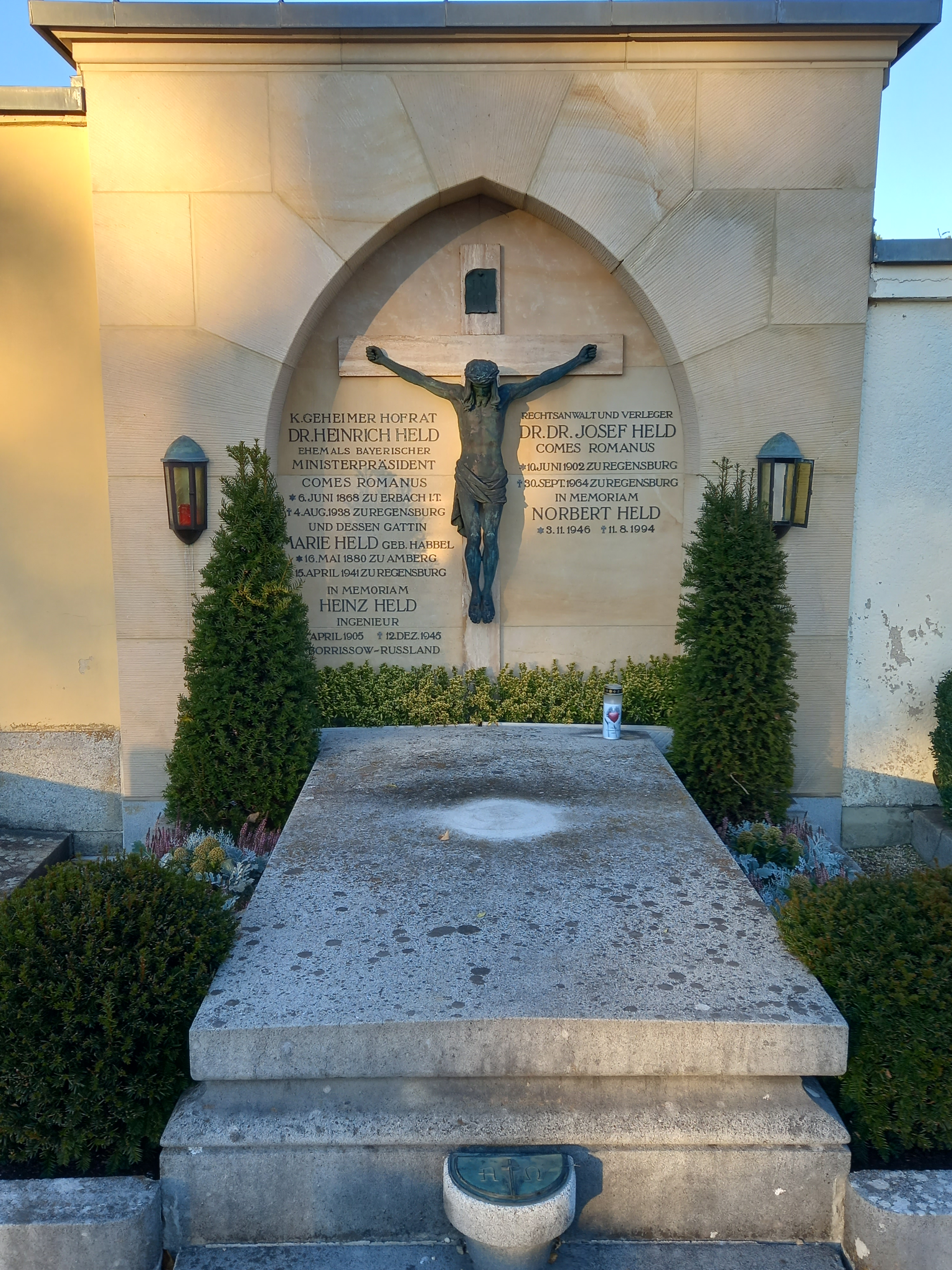
Das Grab von Heinrich Held und seiner Ehefrau Marie geborene Habbel auf dem Unteren Katholischen Friedhof in Regensburg

Am 9. März 1933 übertrug Reichsinnenminister Wilhelm Frick die vollziehende Gewalt in Bayern Franz Ritter von Epp. Am selben Tag ließen Adolf Wagner, Ernst Röhm, Heinrich Himmler und Ritter von Epp den noch amtierenden Ministerpräsidenten von SA-Leuten zwangsweise in das Braune Haus abholen und erklärten ihn für abgesetzt. Der ebenfalls verhaftete Innenminister Karl Stützel wurde bei dieser Gelegenheit misshandelt. Anschließend wurde das Regierungsgebäude besetzt. Vergeblich brachte Held telegrafisch im Präsidentenpalais in Berlin seine Beschwerden vor. Schon drei Tage später begab Hitler sich nach München.
Am 15. März 1933 legte Held sein Amt nieder und zog sich ins Privatleben nach Regensburg zurück. Dort hatte der im April gemäß dem willkürlich von der Reichsregierung erlassenen Gleichschaltungsgesetz neu zusammengesetzte Stadtrat mit 12 Sitzen für die BVP immer noch mehr Sitze als die NSDAP mit 10 Sitzen und die SPD mit 5 Sitzen und der Kampfbund Schwarz-Weiß-Rot. Trotzdem bestätigte der Stadtrat am 29. Mai 1933 den schon vorher nach einem Putsch kommissarisch als Bürgermeister eingesetzten Otto Schottenheim (NSDAP) als Bürgermeister. 
Am 21. Juni 1933 wurde bei Heinrich Held eine Hausdurchsuchung durchgeführt, am 25. Juni wurde die SPD verboten und am 4. Juli wurde die BVP zur Selbstauflösung gezwungen.

## Ehe und Familie
1901 heiratete Held Marie Habbel, Tochter von Josef Habbel. Aus der Ehe gingen mehrere Kinder hervor, darunter der Verleger und Jurist Josef Held und der bayerische Justizminister Philipp Held.

## Ehrungen
Wegen seiner Verdienste um die Förderung der Rhein-Main-Donauschiffahrt wurde Held 1917 von König Ludwig III. zum Geheimen Hofrat ernannt. Die Stadt Regensburg verlieh ihm 1926 die Ehrenbürgerwürde Außerdem wurde im Ostenviertel der Stadt eine Straße nach ihm benannt.
Held erhielt von mehreren bayerischen und österreichischen Universitäten sowie der Technischen Hochschule Dresden die Ehrendoktorwürde. Held wurde auch Ehrenphilister der KV-Verbindungen KStV Rhenania Innsbruck und KStV Ottonia München. Ebenso war er Mitglied der KDStV Rheno-Franconia München im CV. Für seine Verdienste um die kulturelle Nutzung der Plassenburg in Kulmbach erhielt Held 1930 die Plassenburg-Medaille in Gold.